# ایرتیش ایر
ایرتیش ایر (به انگلیسی: Irtysh Air) یک شرکت هواپیمایی با کد یاتا IH است که در تاریخ ۲۰۰۷ میلادی تأسیس شده و در تاریخ ۲۲ آوریل ۲۰۰۹ فعالیتش را آغاز کرده‌است.
دفتر مرکزی ایرتیش ایر در اکیباستوز، استان پاولودار، قزاقستان واقع شده‌است و قطب این شرکت هواپیمایی در فرودگاه بین‌المللی رسریو – ایسلس ملوینس قرار دارد و به ۶ مقصد، پرواز مستقیم انجام می‌دهد.

## مقصدهای پروازی
- آلماتی – فرودگاه بین‌المللی آلماتی
- قراغندی – فرودگاه سری‌ارکا
- قوستانای، قزاقستان – فرودگاه قوستانای
- قیزیل‌اوردا – فرودگاه قیزیل‌اوردا
- اوسکمن، قزاقستان – فرودگاه اوسکمن
- پاولودار، قزاقستان – فرودگاه پاولودار